# スネクマ
サフラン・エアクラフト・エンジンズ（Safran Aircraft Engines）は、フランスのエンジンメーカー。民間及び軍用航空機、艦船、ロケット、発電機などに使用されるエンジンを生産している。旧通称はスネクマ（フランス語: Snecma、Société Nationale d'Étude et de Construction de Moteurs d'Aviation〈直訳例: 航空機用発動機研究製造国営会社〉の略）。2005年にはSAGEMを傘下に収め、現在は航空宇宙、防衛及び通信産業の供給元（サプライヤー）であるサフラングループの子会社となっている。

## 歴史
スネクマは1945年、ノーム・エ・ローヌ（Gnome et Rhône ）の国有化によって、フランスで最も大きな航空機産業の一つとなった。
1958年、垂直離着陸実験機、C.450 コレオプテールを開発。
1961年、スネクマはブリストル・シドレーと超音速旅客機コンコルド向けのオリンパスエンジンの共同開発に合意した。
1968年、スネクマはイスパノ・スイザ、EADS-ソカタ、ブガッティの経営権を取得。ブガッティの自動車用過給機がスネクマにとって価値のある物に見えた。航空機エンジンの整備関係はSochata-Snecmaに一任した。
1970年、スネクマは、Messierの航空機用降着装置事業を傘下に収める事に合意した。次の年、Messier-Hispanoはスネクマに経営権を握られた。
1973年、スネクマはイスパノ・スイザの経営を完全に手中にした。
1974年、ゼネラルエレクトリック社と合弁でCFMインターナショナルを設立、長期間に渡って協力は今日まで続
く。
1977年、降着装置の事業はMessier-Hispano-Bugatti（後に改名してメッサー・ブガッティ Messier-Bugattiとなる）の設立によって更に強化された。
1997年、ソシエテ・ユーロピーネ・デ・プロパルジオンが一部門となった。
2001年、チュルボメカを傘下におさめた。

## 事業内容
民間機向けの主要なエンジンであるCFM56はスネクマとゼネラルエレクトリック社の共同事業として25年間に渡って展開されている。世界中で4900機の航空機に搭載されている。今日ではCFM56を搭載した航空機は世界のどこかで4秒毎に離陸している。

### 航空機
- C.450 コレオプテール

### 民間機向けエンジン
- CFM56 50%
  - ボーイング 737
  - エアバス A320 ファミリー
  - エアバス A340
  - ダグラス DC-8 Super 70系
- GE90 23.5%
  - ボーイング 777
- CF6 10-20% 生産分担
  - ボーイング 747
  - エアバス A330
- GP7000 10%
  - エアバス A380
- SaM146 50%
  - スホーイ スーパージェット 100
- シルバークレスト (開発中)
  - ビジネスジェット

### 軍用エンジン
- スネクマ アター 第2次世界大戦時にドイツのBMWが開発したBMW 003を元に高出力化したもの
  - ダッソー エタンダールIV, ダッソー シュペルエタンダール, ダッソー ミラージュIII, IV, 5 and ダッソー ミラージュF1
- スネクマ M88
  - ダッソー ラファール
- スネクマ M53
  - ダッソー ミラージュ 2000
- TP400-D6 28%
  - エアバス A400M
- スネクマ/チュルボメカ ラルザック
  - ダッソー/ドルニエ アルファジェット

### ロケットエンジン

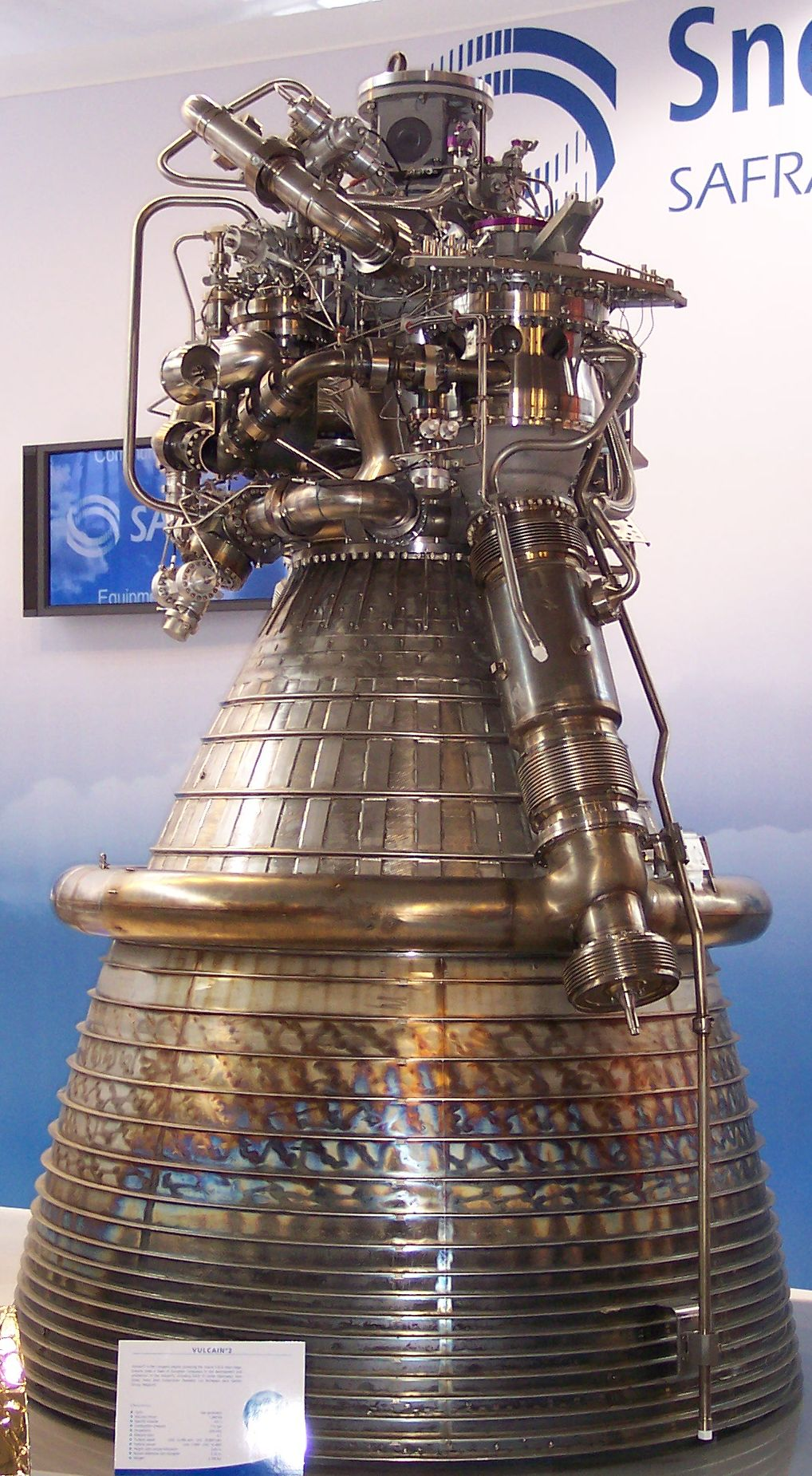
ヴァルカン 2 エンジン

- ヴァルカン
  - アリアン 5 G, ECA, ECB
- HM7B
  - アリアン 5 ECA
- Vinci
  - アリアン 5 ECB
- PPS-1350
  - 人工衛星